# Leeuwergem
Leeuwergem – dzielnica (deelgemeente) miasta Zottegem w Belgii, w Regionie Flamandzkim, w prowincji Flandria Wschodnia, w okręgu Aalst. 1 stycznia 2020 roku liczyła 1812 mieszkańców. Do 31 grudnia 1970 samodzielna gmina. Leży w Ardenach Flamandzkich.

## Demografia
Liczba mieszkańców, stan na 1 stycznia:
| Rok                | 1900 | 1930 | 1947 | 1961 | 2020 |
| ------------------ | ---- | ---- | ---- | ---- | ---- |
| Liczba mieszkańców | 797  | 885  | 957  | 1309 | 1812 |